# Canon F-1
Canon F-1 — малоформатный однообъективный зеркальный фотоаппарат, ставший первой профессиональной системной камерой компании Canon. В оригинальном виде выпускался в Японии с 1971 до 1976 года, когда была выпущена незначительно доработанная версия Canon F-1n. В 1981 году выпуск был прекращён, а на смену пришла полностью обновлённая камера New F-1. Название модели сходно с именем ракетного двигателя F-1, сыгравшего одну из ключевых ролей в американской лунной программе, и ставшего к началу 1970-х мемом западного мира, как самый мощный в истории ракетостроения.

## Конструкция
В модели F-1 впервые использован новый вариант байонета Canon FD, совместимый с предыдущими Canon FL и Canon R. Как и основные конкуренты того же класса Nikon F и Nikon F2, Canon F-1 оснащался съёмной пентапризмой четырёх разновидностей, взаимозаменяемой с шахтным видоискателем. Одна из пентапризм «Servo EE Finder» поддерживала автоматический режим приоритета выдержки при помощи сервопривода, вращавшего кольцо диафрагмы.
Камера собиралась в металлическом корпусе и оснащалась затвором с горизонтальным ходом гибких шторок из титановой фольги. Такая конструкция тогда была общепринятой для профессиональных фотоаппаратов из-за высокой надёжности и большого ресурса. Единственным недостатком остаётся сравнительно длинная выдержка синхронизации 1/60 секунды. Весь диапазон выдержек от 1/2000 до 1 секунды, как и ручная выдержка, отрабатывается без каких-либо элементов питания с ручной установкой диском на верхнем щитке. Фотоаппарат оснащён механическим автоспуском, репетиром диафрагмы и предварительным подъёмом зеркала.
TTL-экспонометр основан на фоторезисторе CdS, расположенном у боковой грани сменного фокусировочного экрана видоискателя в корпусе камеры. По сравнению с аналогичными камерами Nikon, у которых светочувствительный элемент вместе со всей системой замера располагался в съёмных пентапризмах, это давало большое преимущество, поскольку система оставалась работоспособной даже со снятым видоискателем. Система измеряла 12% площади кадра в пределах центрального прямоугольника, и поддерживала полуавтоматическое управление экспозицией совмещением двух стрелок в поле зрения видоискателя. Одна из стрелок отображала показания экспонометра, а вторая была механически связана с кольцом установки диафрагмы на объективе.
Откидная задняя крышка выполнена съёмной для возможности использования датирующих крышек или магазина на 250 кадров плёнки. Для камеры выпускались две разновидности приставных моторных приводов: «Motor Drive Unit» и «Motor Drive MF», позволявшие снимать с частотой 3 и 3,5 кадра в секунду соответственно. К концу выпуска было налажено производство вайндера со скоростью 2 кадра в секунду. Для установки мотора нижняя крышка корпуса отсоединялась, открывая контактную группу и полумуфту соединения с механизмом взвода и протяжки.
Все приводы предусматривали дистанционное управление съёмкой по проводу, а также работу от интервалометра.

## Разновидности
В 1972 году выпущена скоростная разновидность F-1 High Speed Motor Drive Camera, оснащённая неподвижным полупрозрачным зеркалом и сверхскоростным моторным приводом, позволявшим осуществлять протяжку с рекордной частотой до 9 кадров в секунду. Использование камеры без мотора невозможно, поскольку на ней отсутствует курок взвода. Питание привод получает от 20 батареек АА, размещённых во внешнем блоке. 

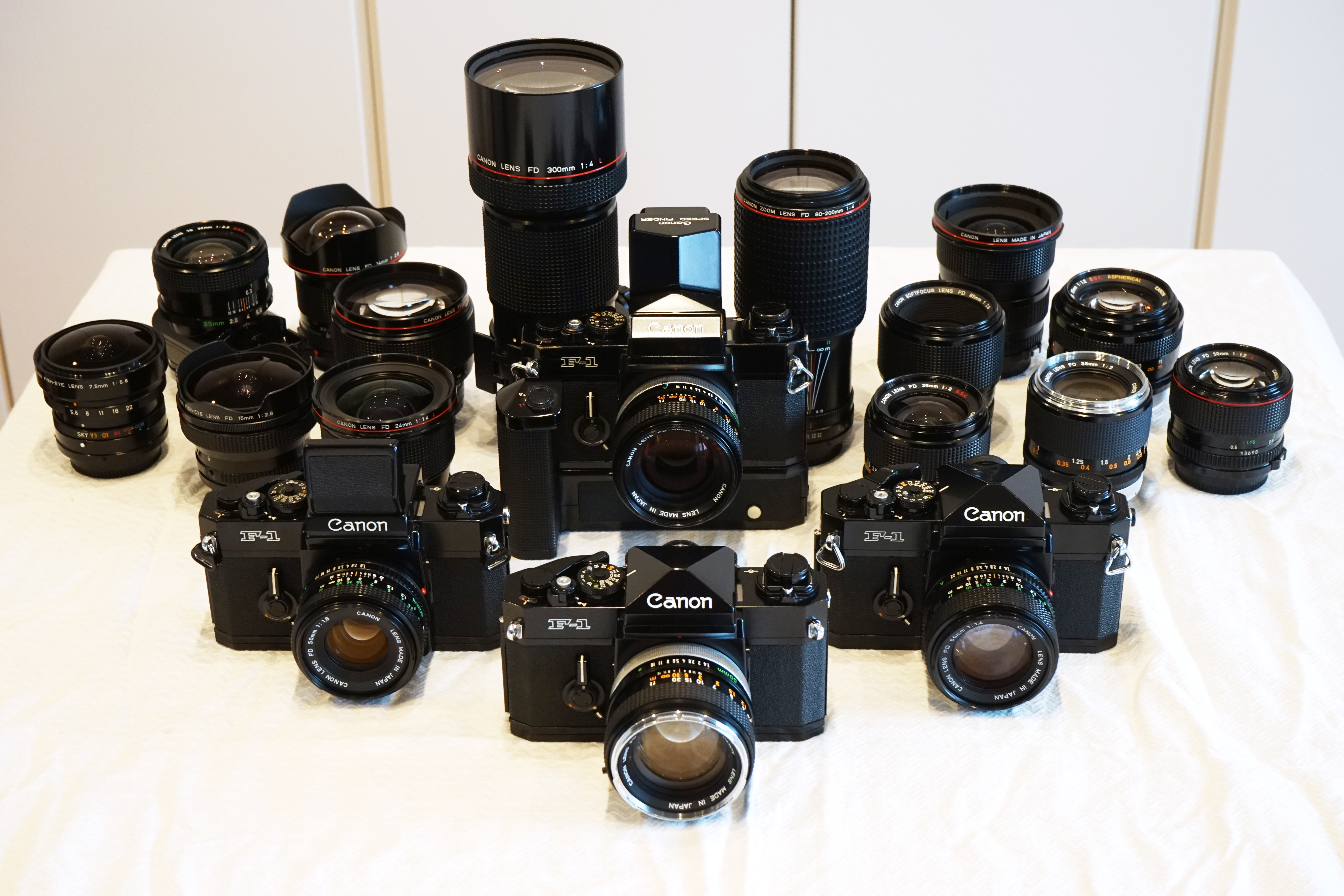
Canon F-1 и объективы

В 1976 году конструкция F-1 была незначительно переработана, после чего камера получила название F-1n. Всего было внесено 13 изменений:
- Стандартный фокусировочный экран типа «А» с микропризмами заменён на экран типа «Е» с микропризмами и клиньями Додена;
- Стартовое положение курка взвода с 15° увеличено до 30°;
- Рабочий ход курка уменьшен со 180° до 139°;
- Диапазон установки светочувствительности увеличен с 2000 до 3200 ASA;
- Добавлена пластмассовая накладка на курок взвода;
- Использован материал зеркала, отражающий больше синих лучей, что повысило яркость видоискателя;
- В конструкцию рулетки обратной перемотки добавлен стопор, фиксирующий её в поднятом положении;
- Добавлена возможность использования синхрокабеля с винтовым креплением PC;
- Включатель экспонометра дополнен позицией контроля заряда батареи;
- Увеличен размер спусковой кнопки;
- Добавлен резиновый наглазник окуляра;
- На задней крышке установлен карман для памятки типа фотоплёнки;
- Упрощён механизм мультиэкспозиции;

Кроме того, количество сменных фокусировочных экранов увеличилось с четырёх до девяти. В 1980 году на этой модели Canon впервые использовал более яркие фокусировочные экраны с лазерным матированием, получившие обозначение «L». В дальнейшем такие экраны использовались в большинстве зеркальных фотоаппаратов Canon.
На основе обновлённой модели выпущена ограниченная партия со специальной окраской оливкового цвета, продававшаяся только на внутреннем японском рынке. Эта версия, получившая официальное название Canon ODF-1, выпущена в количестве всего 2002 штук и является коллекционной редкостью.
В 1976 и 1980 годах выпускались специальные варианты камеры, посвящённые Олимпийским играм в Монреале и Лейк-Плэсиде соответственно. «Олимпийские» фотоаппараты отличаются от обычных логотипом соответствующих игр на корпусе.

## Фотовспышки
Фотоаппарат не оснащался штатным горячим башмаком стандарта ISO из-за съёмной пентапризмы. Фотовспышки крепились на внешнем кронштейне или с помощью переходников, закрепляемых над рулеткой обратной перемотки. В поздней версии камеры реализована одна из первых технологий автоматизации регулировки экспозиции импульсного освещения, позднее получившая общепринятое название «Флэшматик» (англ. Flashmatic). Система с фирменным обозначением CAT (англ. Canon Automatic Tuning) позволяет полуавтоматически регулировать мощность вспышки и устанавливать диафрагму на основе дистанции фокусировки объектива с учётом ведущего числа. Для этого выпускалась вспышка Canon Speedlite 133D, работавшая совместно с переходником Flash Coupler L. Этот адаптер с питанием от двух ртутно-цинковых батареек соединялся проводом с кольцевым электромеханическим датчиком, и получал от него данные о положении кольца фокусировки объектива. На основе этих данных и степени заряда вспышки переходником вычислялась корректная диафрагма, которая отображались стрелочным гальванометром экспонометра. При работе со вспышкой экспонометр переключался с измерения непрерывного освещения на импульсное, отображая показания переходника.
Кольцевые датчики нескольких типов надевались на переднее байонетное кольцо оправы объектива. Они были совместимы всего с четырьмя объективами фокусных расстояний 35 и 50 мм, снабжёнными соединительным штифтом на кольце фокусировки.
Кроме того, диапазон дистанций, в котором работала автоматика, был ограничен. Однако, по сравнению с аналогичной системой Nikon, основанной на единственном объективе GN Nikkor 2,8/45 с механическим соединением колец фокусировки и диафрагмы, технология CAT была совершеннее и оставалась работоспособной в более разнообразных съёмочных ситуациях. Устройства и вспышки, поддерживающие её, впоследствии остались совместимы с новым фотоаппаратом Canon New F-1, но распространение автоматических тиристорных вспышек полностью вытеснило CAT из употребления.
Неавтоматические вспышки могли крепиться на камере F-1 через переходник Flash Coupler D со стандартным башмаком ISO, а позднее был выпущен Flash Coupler F, позволявший размещать такую вспышку над пентапризмой.